# Aleksandar Lazevski
Aleksandar Lazevski (in macedone Александар Лазевки?; Vršac, 21 gennaio 1988) è un calciatore macedone, difensore del Vršac.

## Carriera

### Club

#### L'esordio, Teleoptik prima e Partizan poi
La sua carriera di calciatore inizia nel 1998 quando viene acquistato dal Banat Vršac, squadra della sua città natale e dopo due stagioni si trasferisce al Partizan per militare nella formazione primavera. Cinque anni più tardi gli osservatori del Teleoptik lo notano in diverse occasioni e decidono quindi di tesserare il calciatore per la stagione 2005-2006.
Dopo soli tre anni, esattamente nel 2008, il Partizan lo riacquista definitivamente per poi farlo giocare un'altra stagione in prestito agli Optičari. Una volta conclusosi il prestito, ritorna nella squadra di Belgrado per far parte della prima squadra come titolare.

### Nazionale
Ha ottenuto la sua prima convocazione in nazionale nel 2010.